# Cygnus NG-17
Cygnus NG-17, precedentemente conosciuta come CRS OA-17, è una missione spaziale privata di rifornimento per la Stazione spaziale internazionale, programmata da Northrop Grumman per la NASA nell'ambito del programma Commercial Resupply Services e decollata il 19 febbraio 2022.
Il vettore utilizzato è stato un Antares 230+, il quale ha portato in orbita il veicolo cargo Cygnus, costituito in questo caso dalla capsula S.S. Piers Sellers, comprendente il modulo per immagazzinamento pressurizzato costruito da un partner industriale di Orbital ATK, la Thales Alenia Space.
La Cygnus NG-17 è stata la diciottesima missione orbitale del veicolo spaziale Cygnus, la sedicesima delle quali avente come cliente la NASA. Cygnus NG-17 faceva parte, in particolare, del contratto Commercial Resupply Services 2, di cui è stata la decima missione, che prevede un minimo di sei missioni a favore della Northrop Grumman Innovation Systems.

## Modulo di servizio
La missione Cygnus NG-17 è stata effettuata con una navetta Cygnus, in particolare con una versione di dimensioni maggiori, chiamata Cygnus PCM, utilizzata qui per la dodicesima volta. Come nel caso della precedente missione a partire dalla Cygnus NG-11, è stato inoltre utilizzato un sistema di carico che permette di caricare esperimenti tempo-dipendenti anche solo 24 ore prima del lancio, mentre in precedenza il carico doveva essere pronto ben quattro giorni prima.
Come da tradizione della Orbital ATK, e quindi in seguito della Northrop Grumman Innovation Systems, il modulo è stato battezzato S. S. Piers Sellers, in onore di Piers Sellers, astronauta britannico scomparso nel 2016.

## Lancio e svolgimento della missione
La missione è partita il 19 febbraio 2022 alle 17:40:03 UTC, a bordo di un Antares 230+ decollato dal sito di lancio numero 0 del Mid-Atlantic Regional Spaceport. Il 21 febbraio 2022 il modulo Cygnus, con a bordo la capsula pressurizzata per immagazzinamento costruita dalla Thales Alenia Space, ha raggiunto la ISS e ha iniziato a condurre una serie di manovre per regolare la propria velocità, altitudine e orientazione con quella della stazione spaziale. Dopo aver raggiunto il punto di cattura, alle 9:44 UTC il veicolo è stato preso dal Canadarm2, comandato dall'astronauta statunitense Raja Chari con l'assistenza del collega Kayla Barron, e infine, alle 12:02 UTC, è stato agganciato al modulo Unity.
Il 25 giugno, la capsula Cygnus ha compiuto un'accensione dei motori volta a ripristinare l'orbita della stazione spaziale, mostrando per la prima volta la sua capacità di spostare l'ISS. Com'è noto, l'atmosfera presente alla quota di volo della stazione spaziale, anche se sottilissima, frena continuamente la stazione facendola scendere di quota e rendendo necessario un intervento di riposizionamento dell'ISS sulla giusta orbita che viene condotto ogni due mesi. Normalmente tale operazione era compiuta o dai veicoli agganciati alla stazione, ad esempio lo Space Shuttle o la Sojuz, o dalle capsule di rifornimento russe Progress, tuttavia, le conseguenze dell'invasione russa dell'Ucraina del 2022 hanno spinto la NASA a sondare altre possibilità. Dopo un tentativo il 20 giugno, quindi, il 25 giugno alle 17:42 UTC la Cygnus è riuscita a riposizione l'ISS grazie a un'accensione dei propulsori della durata di 5 minuti e 1 secondo.
Il modulo Cygnus della missione è rimasto agganciato alla ISS per circa 127 giorni. Il distacco è avvenuto il 28 giugno 2022 e il veicolo è stato liberato dal Canadarm2 alle 11:07 UTC dello stesso giorno. Dopo una serie di manovre atte ad allontanarla dalla stazione spaziale, la capsula si è diretta verso la Terra e infine, il 29 giugno 2022 è rientrata nell'atmosfera terrestre, distruggendosi assieme alle tonnellate di spazzatura in essa caricate durante la sua permanenza attraccata all'ISS.

## Carico
La missione NG-17 ha portato in orbita un carico totale di 3751 kg di materiale, parte destinato all'interno della ISS e parte costituito da altri esperimenti esterni alla stazione spaziale.
In particolare il carico era così composto:
- Carico destinato all'interno della ISS:
  - Esperimenti scientifici: 896 kg
  - Rifornimenti per l'equipaggio: 1352 kg
  - Hardware per la stazione spaziale: 1308 kg
  - Equipaggiamenti per le attività extraveicolari: 60 kg
  - Risorse informatiche: 35 kg

- Materiale non pressurizzato: 100 kg

Tra i vari esperimenti scientifici e apparecchiature portati in orbita dalla Cygnus NG-17 si possono citare, tra gli altri:
Colgate Skin Aging: esperimento volto a valutare i cambiamenti cellulari e molecolari nelle cellule della pelle umana ingegnerizzate in condizioni di microgravità.
MicroQuin 3D Tumor: esperimento che esamina gli effetti di una particolare terapia su cellule tumorali della mammella e della prostata. Dato che tali cellule possono crescere in un modello tridimensionale più naturale in condizioni di microgravità, la caratterizzazione della loro struttura e della risposta al farmaco può risultare più facile in un simile ambiente.